# منزل داروغة
منزل داروغة (بالفارسية: خانه داروغه) هو منزل تاريخي يعود إلى عصر القاجاريون، ويقع في مشهد.